# Luigi di Borbone-Parma
Luigi di Borbone-Parma (nome completo Luigi Carlo Maria Leopoldo Roberto di Borbone-Parma; Schwarzau am Steinfeld, 5 dicembre 1899 – Mandelieu-la-Napoule, 4 dicembre 1967) fu principe di Parma, Piacenza e Guastalla per nascita e divenne il marito della principessa Maria Francesca di Savoia.

## Biografia

### Famiglia ed infanzia
Nato nel 1899, Luigi era il terz'ultimo figlio di Roberto I di Borbone-Parma e della seconda moglie, l'Infanta Maria Antonia del Portogallo. Il padre fu Duca di Parma e Piacenza dal 1854 al 1859, anno in cui il ducato venne annesso al Regno di Sardegna; la madre invece era la figlia del re Michele del Portogallo, sovrano che fu deposto nel 1834. 
Fra i fratelli di Luigi vi erano Maria Luisa, Principessa consorte di Bulgaria, Zita, ultima Imperatrice d'Austria e Regina consorte d'Ungheria e Felice, Principe consorte di Lussemburgo. Il Principe studiò in Francia ed in Austria.

### Matrimonio ed esilio
Il 23 gennaio 1939 Luigi di Parma sposò la Principessa Maria Francesca di Savoia, l'ultima figlia del re Vittorio Emanuele III e della regina Elena d'Italia. Le nozze si celebrarono nella Cappella Paolina del Palazzo del Quirinale. La coppia ebbe quattro figli :
- Veit Sixte Louis Robert Victor (Cannes, 7 agosto 1940 –Parigi, 9 marzo 1991), sposò nel 1964 Brigitte Peu-Duvallon da cui ebbe un figlio:
  - Principe Louis Victor-Emanuel di Borbone-Parma (25 giugno 1966), sposò nel 1990 Ariane Nicolet ed ebbe figli:
    - Principessa Delphine di Borbone-Parma (11 luglio 1992);
    - Principe Guy di Borbone-Parma (6 febbraio 1995).
- Rémy François Xavier Louis Robert Victor (Cannes, 14 luglio 1942), sposò nel 1973 Laurence Dufresne d'Arganchy ed ebbe figli:
  - Principe Tristan di Borbone-Parma (30 giugno 1974), sposò nel 2010 Shira Szabo ed ebbe una figlia:
    - Principessa Talma Laurence di Borbone-Parma (21 novembre 2012).

  - Principessa Aude di Borbone-Parma (26 gennaio 1977).
- Chantal Marie Helene Charlotte (Cannes, 24 novembre 1946), che ha sposato Panayotis Skinas e, dopo il divorzio, François-Henri des Georges;
- Jean Bernard Rémy (Cannes, 15 ottobre 1961), sposò nel 1988 Virginia Roatta ed ebbe figli:
  - Principe Arnaud di Borbone-Parma (26 ottobre 1989);
  - Principe Christophe di Borbone-Parma (4 luglio 1991).

Nel 1943 l'Italia firmò l'8 settembre un armistizio con gli Alleati, successivamente Luigi e Maria Francesca vennero arrestati dai Nazisti e deportati in un campo di concentramento in Germania, da cui poi vennero liberati due anni dopo dalle truppe anglo-americane. Con la fine della monarchia italiana nel 1946, la famiglia andò in esilio a Mandelieu, dove Luigi morì nel 1967.

## Ascendenza
|                                           |                            |                                             | Genitori                                       |  |  | Nonni |  |  | Bisnonni                  |  |  | Trisnonni             |  |
|                                           |                            |                                             |                                                |  |  |       |  |  | Carlo Ludovico di Borbone |  |  | Ludovico I di Etruria |  |
|                                           |                            |                                             |                                                |  |  |       |  |  | Carlo Ludovico di Borbone |  |  | Ludovico I di Etruria |  |
|                                           |                            | Maria Luisa di Borbone-Spagna               |                                                |  |  |       |  |  | Carlo Ludovico di Borbone |  |  |                       |  |
| Carlo III di Parma                        |                            |                                             |                                                |  |  |       |  |  | Carlo Ludovico di Borbone |  |  |                       |  |
|                                           |                            | Maria Teresa di Savoia                      | Vittorio Emanuele I di Savoia                  |  |  |       |  |  |                           |  |  |                       |  |
|                                           |                            | Maria Teresa di Savoia                      | Vittorio Emanuele I di Savoia                  |  |  |       |  |  |                           |  |  |                       |  |
|                                           |                            | Maria Teresa di Savoia                      | Maria Teresa d'Austria-Este                    |  |  |       |  |  |                           |  |  |                       |  |
| Roberto I di Parma                        |                            | Maria Teresa di Savoia                      |                                                |  |  |       |  |  |                           |  |  |                       |  |
|                                           |                            | Carlo di Borbone-Francia                    | Carlo X di Francia                             |  |  |       |  |  |                           |  |  |                       |  |
|                                           |                            | Carlo di Borbone-Francia                    | Carlo X di Francia                             |  |  |       |  |  |                           |  |  |                       |  |
|                                           |                            | Carlo di Borbone-Francia                    | Maria Teresa di Savoia                         |  |  |       |  |  |                           |  |  |                       |  |
| Luisa Maria di Borbone-Francia            |                            | Carlo di Borbone-Francia                    |                                                |  |  |       |  |  |                           |  |  |                       |  |
|                                           |                            | Carolina di Borbone-Due Sicilie             | Francesco I delle Due Sicilie                  |  |  |       |  |  |                           |  |  |                       |  |
|                                           |                            | Carolina di Borbone-Due Sicilie             | Francesco I delle Due Sicilie                  |  |  |       |  |  |                           |  |  |                       |  |
|                                           |                            | Carolina di Borbone-Due Sicilie             | Maria Clementina d'Asburgo                     |  |  |       |  |  |                           |  |  |                       |  |
| Luigi di Borbone-Parma                    |                            | Carolina di Borbone-Due Sicilie             |                                                |  |  |       |  |  |                           |  |  |                       |  |
|                                           | Giovanni VI del Portogallo | Pietro III del Portogallo                   |                                                |  |  |       |  |  |                           |  |  |                       |  |
|                                           | Giovanni VI del Portogallo | Pietro III del Portogallo                   |                                                |  |  |       |  |  |                           |  |  |                       |  |
|                                           | Giovanni VI del Portogallo | Maria I del Portogallo                      |                                                |  |  |       |  |  |                           |  |  |                       |  |
| Michele del Portogallo                    | Giovanni VI del Portogallo |                                             |                                                |  |  |       |  |  |                           |  |  |                       |  |
|                                           |                            | Carlotta Gioacchina di Borbone-Spagna       | Carlo IV di Spagna                             |  |  |       |  |  |                           |  |  |                       |  |
|                                           |                            | Carlotta Gioacchina di Borbone-Spagna       | Carlo IV di Spagna                             |  |  |       |  |  |                           |  |  |                       |  |
|                                           |                            | Carlotta Gioacchina di Borbone-Spagna       | Maria Luisa di Borbone-Parma                   |  |  |       |  |  |                           |  |  |                       |  |
| Maria Antonia di Braganza                 |                            | Carlotta Gioacchina di Borbone-Spagna       |                                                |  |  |       |  |  |                           |  |  |                       |  |
|                                           |                            | Costantino di Löwenstein-Wertheim-Rosenberg | Carlo Tommaso di Löwenstein-Wertheim-Rosenberg |  |  |       |  |  |                           |  |  |                       |  |
|                                           |                            | Costantino di Löwenstein-Wertheim-Rosenberg | Carlo Tommaso di Löwenstein-Wertheim-Rosenberg |  |  |       |  |  |                           |  |  |                       |  |
|                                           |                            | Costantino di Löwenstein-Wertheim-Rosenberg | Sofia di Windisch-Grätz                        |  |  |       |  |  |                           |  |  |                       |  |
| Adelaide di Löwenstein-Wertheim-Rosenberg |                            | Costantino di Löwenstein-Wertheim-Rosenberg |                                                |  |  |       |  |  |                           |  |  |                       |  |
|                                           |                            | Agnese di Hohenlohe-Langenburg              | Carlo Ludovico I di Hohenlohe-Langenburg       |  |  |       |  |  |                           |  |  |                       |  |
|                                           |                            | Agnese di Hohenlohe-Langenburg              | Carlo Ludovico I di Hohenlohe-Langenburg       |  |  |       |  |  |                           |  |  |                       |  |
|                                           |                            | Agnese di Hohenlohe-Langenburg              | Amalia Enrichetta di Solms-Baruth              |  |  |       |  |  |                           |  |  |                       |  |
|                                           |                            | Agnese di Hohenlohe-Langenburg              |                                                |  |  |       |  |  |                           |  |  |                       |  |